# ルピナス属
ルピナス属（るぴなすぞく、学名: Lupinus、ルーピン、英: Lupin）は、マメ科の属の1つ。ルピナスの名はオオカミに由来し、吸肥力が非常に強い特徴を貪欲な狼にたとえたものである。和名はハウチワマメ属（葉団扇豆属）。根生葉が掌状複葉であることから付けられた。また、花の様子がフジに似ており、花が下から咲き上がるため、ノボリフジ（昇藤）とも呼ばれる。

## 特徴
耐寒性または半耐寒性の一年草または多年草、一部灌木状になるものもある。地中海沿岸地方と南北アメリカ、南アフリカなどに200種以上が分布している。葉には長い柄があり、草丈は50 - 180センチメートルほどになる。春から初夏にかけて、雄大な総状花序をなし、多数の蝶形花を咲かせる。大株の宿根ルピナスであれば、花穂が60センチメートルにもなるが、暑さに弱く、暖地の気候にはあまり合わない。この属は、アメリカや地中海沿岸地域などに分布し300種類以上ある。古代には食用、飼料用、石鹸の材料として利用された。日本では、明治期に緑肥用作物として導入された。園芸植物としての栽培が始まったのは近世になってからで、1911年にジョージ・ラッセルが改良種を開発し、多様な園芸種が作られるようになった。現在は園芸植物としての栽培が一般的である。
ルピナスという名前はラテン語でオオカミを意味するルプス (lupus) という言葉に由来する。牧野富太郎は、どんな土地でも育つたくましさがオオカミを連想させた、塚本洋太郎は、ルピナスが大地を破壊すると畏怖されており、そこからオオカミが連想されてこの名がついたと著書で言及している。これに対して中村浩は、語源はオオカミではなく、ギリシア語で悲哀を意味するルペー（リュペー、λύπη）であると推定する。ルピナスの豆（種子）は苦く、噛んだ人が苦虫を噛み潰したような表情になることが、その根拠であるという。
なお、フランス語では『アルセーヌ・ルパン』シリーズの主人公ルパン（リュパン）と読みも綴りも同一になるので、原作小説の『虎の牙』の最後ではルパンが自分の姓になぞらえ、隠居した家の庭にルピナスを多数植えている描写がある。

## ルピナスの栽培種

### 黄花ルピナス
学名 L. luteus（英: Yellow lupin） 和名: きばなのはうちわまめ。ヨーロッパ南部原産の半耐寒性一年草。全体に毛が生えている。葉は7または9に切れた掌状複葉。花穂は15 - 25センチメートルで、早まきしてフレームで育てると、年内に開花する。花に甘い香りがある。切花用に栽培されている。種名は「黄色の」。
黄花ルピナス豆（ルピナスビーンズ）の塩ゆでは、地中海地方でビールのつまみの定番として知られる。ルパン豆、または、ルパンビーンズ（ルーピンビーンズ、英: Lupin beans、日: 葉団扇豆、羽団扇豆、ハウチワマメ）とも呼ばれる。

### 傘咲きルピナス
学名 L. hirsutus 前種より大柄で、特に葉が大きく、葉の先が下を向いて傘のように見えるため、傘葉ルピナスというべきである。南欧原産で、やや寒さに弱い。草丈は60 - 90センチメートル。花も大きいが花付きはややまばらで、花は藤色または藍色で、花の中心部の白とのコントラストが美しい。種名は「毛むくじゃらの」。

### ラッセルルピナス

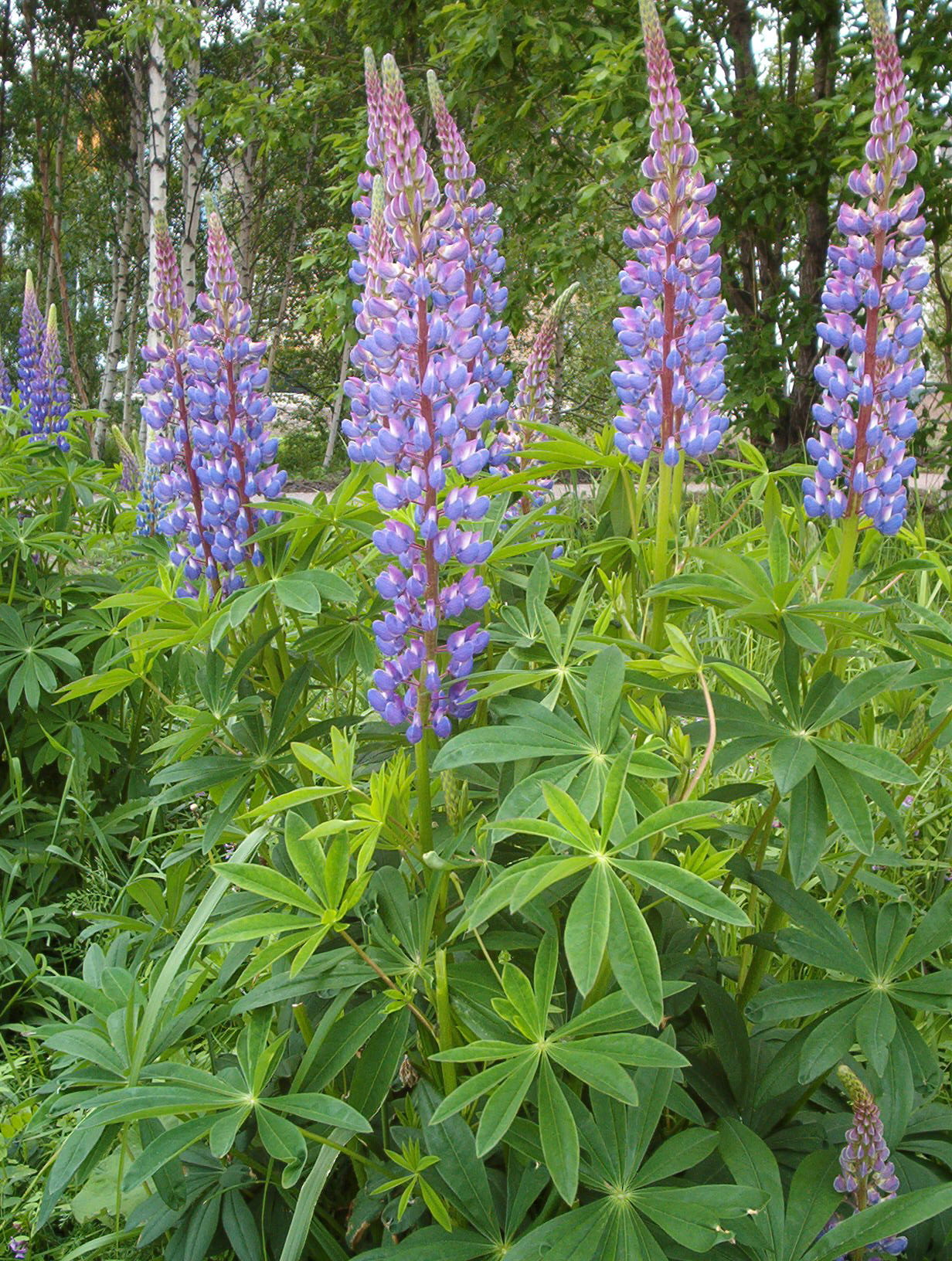
ラッセルルピナス

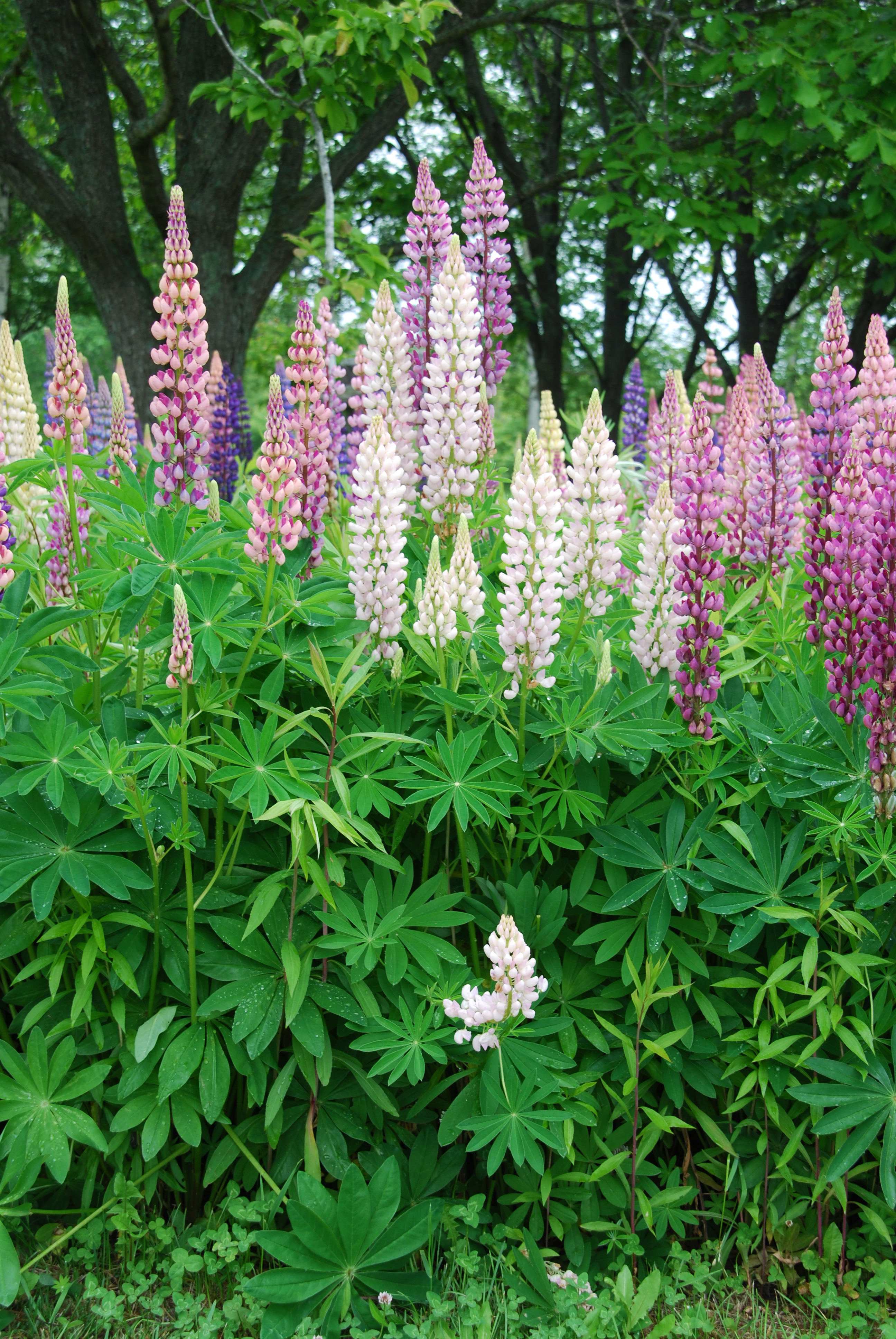
北海道のルピナス。草丈は1メートル以上になる

学名L. polyphyllum（英: Garden lupin） 宿根ルピナスともいう。夏に休眠する耐寒性の宿根草だが、暑さに弱いため、暖地では一年草として扱われている。アメリカ合衆国北西部の原産で草丈は150センチメートル以上になる。花色には紫・藤色・樺色・紅・白などがある。草丈が50センチメートルくらいの矮性種「ミナレット」もある。
以下は、外国の種苗商でタネが入手しやすく、日本でも栽培可能な種である。

### アルボレウスルピナス
アルボレウス L. arboreus（英: Yellow bush lupine） カリフォルニア原産の耐寒性小低木で、樹高は1 - 2メートルになる。葉に白い毛が密生している。花穂は10 - 30センチメートル。明るい黄色だが、紫の品種もあり、強い香りがある。

### テキサスルピナス

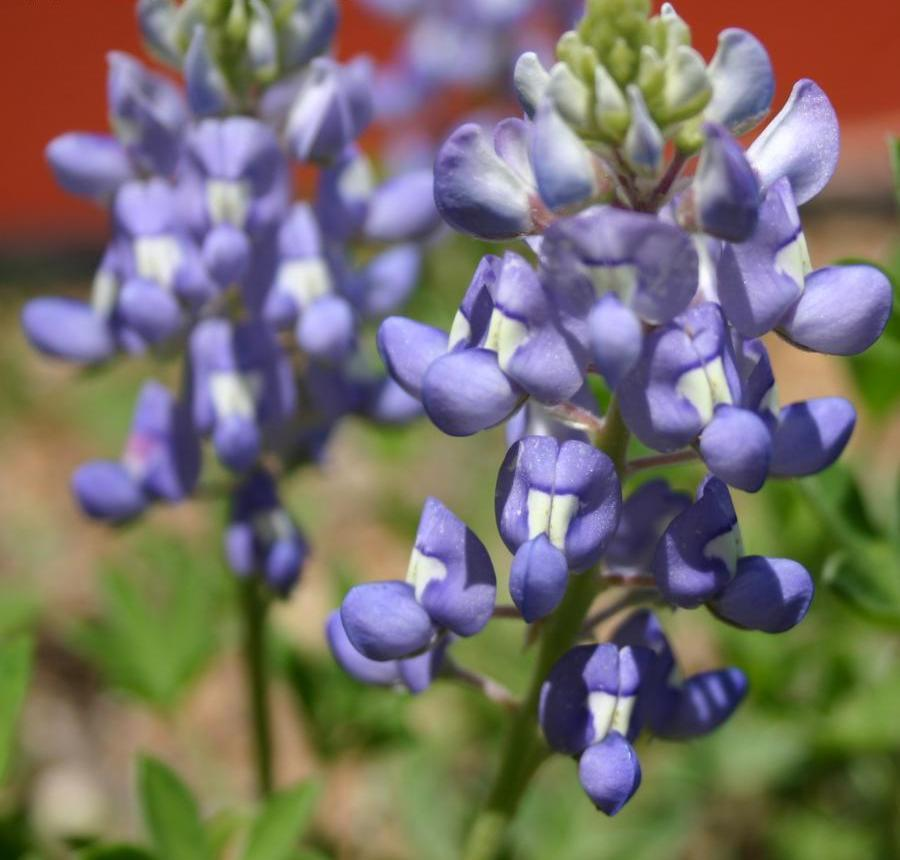
テキサスルピナス

学名L. texensis（英: Texas bluebonnet） 花色は白〜青

### 白花ルピナス

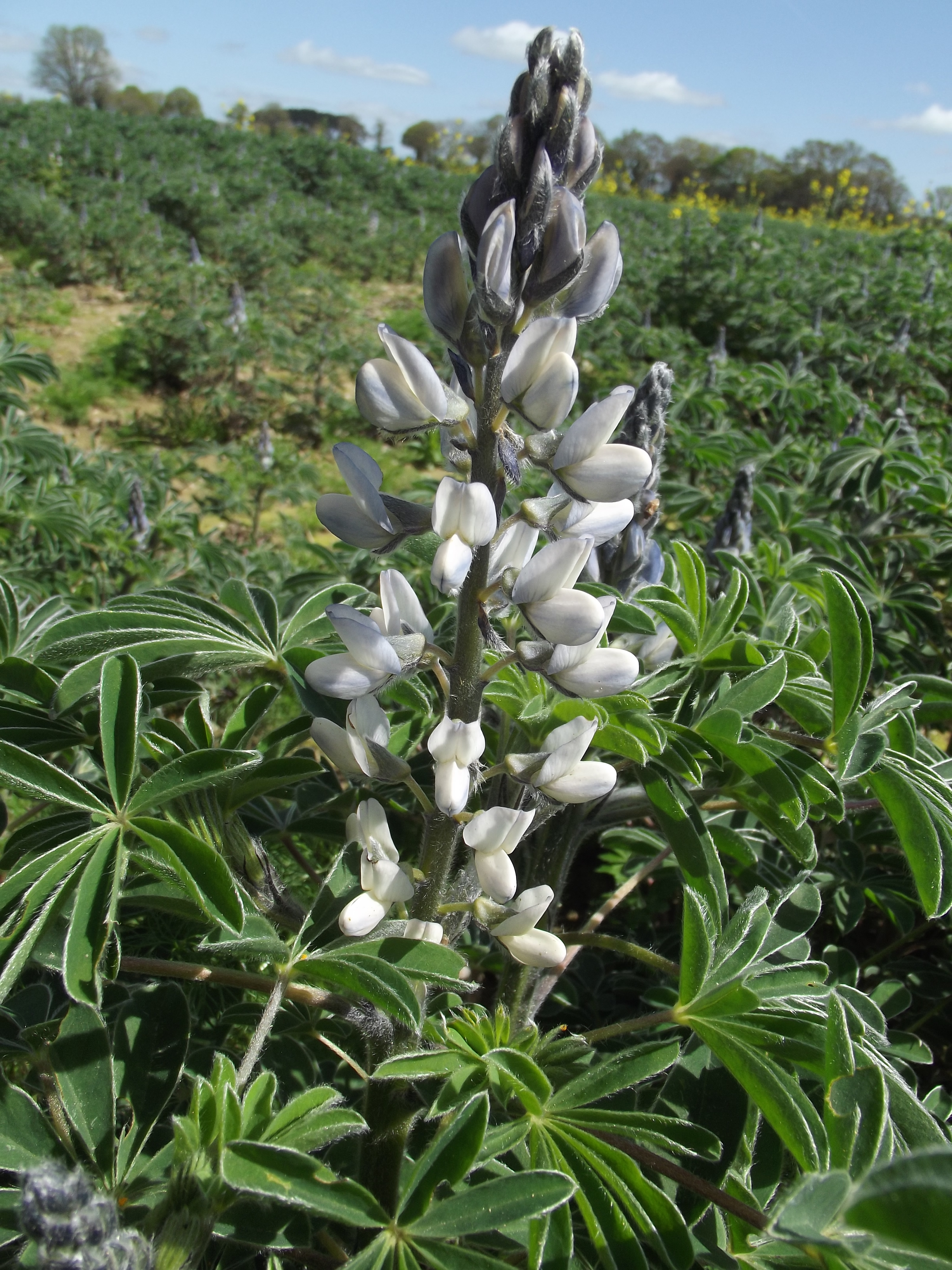
白花ルピナス

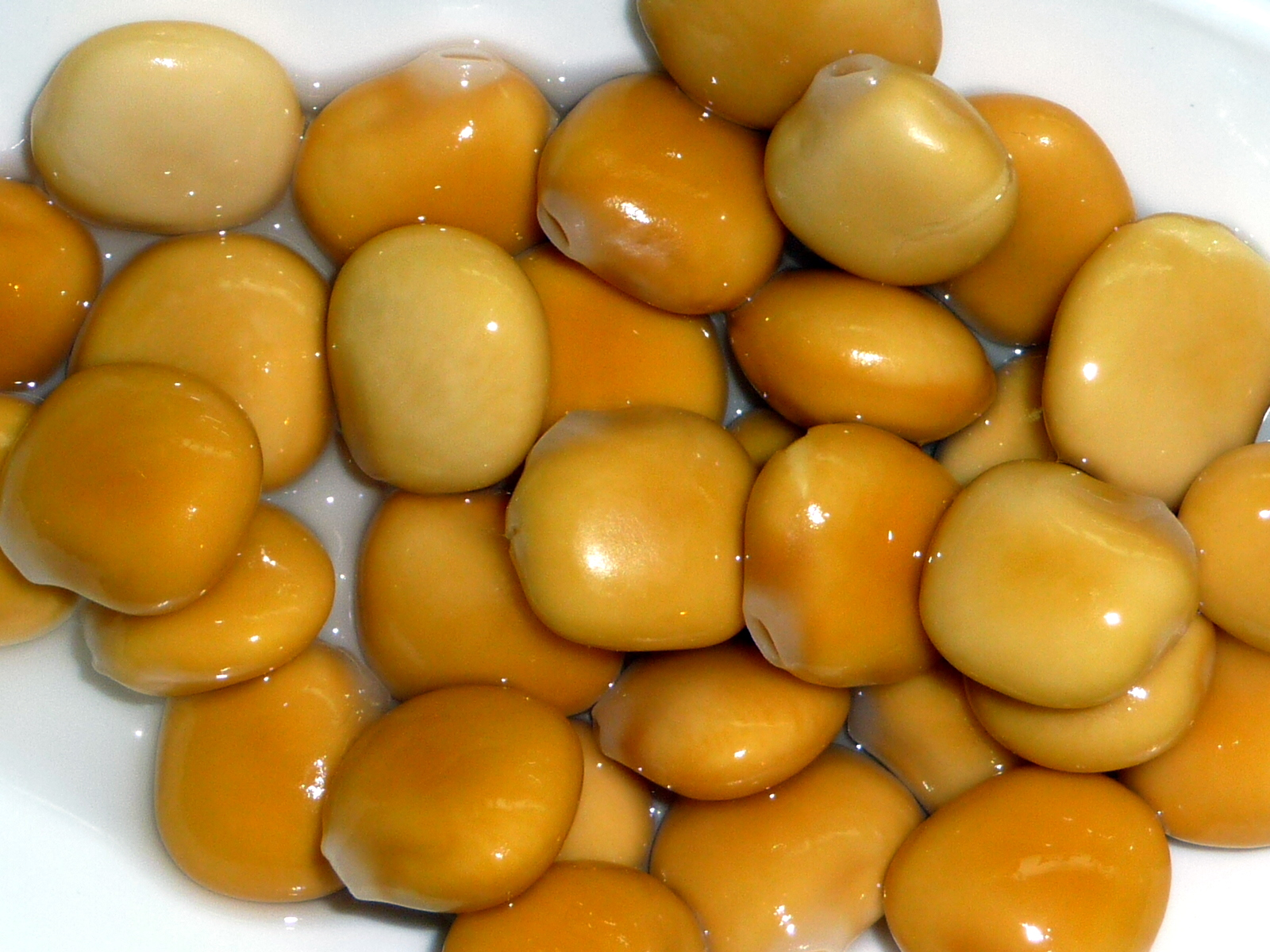
食用:白花ルピナス豆

学名L.albus（英: White lupin） 花色 白〜乳白色
白花ルピナス豆(ルピナスビーンズ)の塩ゆでは、地中海地方（Mediterranean region）でビールのつまみの定番として知られる。ルパン豆、または、ルパンビーンズ（ルーピンビーンズ、英: Lupin beans、日: 葉団扇豆、羽団扇豆、ハウチワマメ）とも呼ばれる。

### 青花ルピナス
学名L. angustifolius（英: Blue lupin、または、Sweet lupinseed） 花色 白〜青紫

## 利用

### 食用
ルピナス豆は大豆アレルギーを回避するための代用食品の原料にも用いられる（ピーナッツアレルギーを持つ場合は、ルピナス豆にもアレルギーが出る場合がある）。葉団扇きな粉（羽団扇きな粉、Lupin flour）、葉団扇豆乳（羽団扇豆乳、Lupin milk）、葉団扇豆腐（羽団扇豆腐、Lupin-tofu）、ヴィーガンソーセージなど、いろいろな食品に使用されている。
一部の甘味種を除き、多くのルピナス豆には苦味と毒性をもつアルカロイドが含まれており、調理の前処理として数日間に渡って水に漬けてアルカロイド成分を除く必要がある。毒を抜いた状態で動物飼料としたり、食用とされてきた。ドイツ連邦リスク評価研究所によると、苦味を感じたら食べないこととしている。
ルピナス豆の毒性としては、毒抜きしていない場合は10グラムで致死量となる可能性がある。症状としては眩暈、協調運動障害、羊や馬などでは痙攣、呼吸困難が見られた。ルピナス豆を摂取したヤギから得られたヤギ乳を飲んだ妊婦の胎児には、アルカロイドの一種アナジリンの影響で先天的奇形となる可能性が示唆されている。

### 緑肥
ルピナスは、ほかのマメ科植物の多くと同様に根粒菌との共生で大気中の窒素を窒素固定して得ている。この性質を利用して古代ギリシア以来、緑肥として利用されてきた。根粒共生を営むマメ科植物の多くは同時に共通の遺伝子群を背景とするアーバスキュラー菌根共生によって土壌中の難溶性のリン酸化合物を菌根菌の菌糸の広がる広い範囲から可溶化して集めて吸収している。しかしルピナスは例外的に非菌性植物のアブラナ科と同様にアーバスキュラー菌根共生を行わないことが知られている。ルピナスは根から有機酸やホスファターゼを分泌することで土壌中の難溶性のリン酸化合物を可溶化して得ている事が知られており、この能力が菌根共生を行わない原因なのではないかと指摘されている。

## 栽培のポイント
移植を嫌うので直播きするか移植時に根を傷めないようにポットに蒔くとよい。播種期は9月であるが、暑さに弱いラッセルは10月に入ってからまいた方がよい。タネを一昼夜くらいぬるま湯につけてからまくとよく発芽する。日当たりと排水の良い、やや乾燥したところを好む。酸性土壌を嫌うので、火山灰地では石灰で中和しておくと良い。欧米では花壇の背景に重要な植物である。切り花にもされる。